# Тодора Меразчиева
„Тодора – дългата коса“ е псевдонимът на Тодора Вълчо Меразчиева – българска революционна деятелка, наричана от Любен Каравелов „казанлъшко-балканска фея“.
Тодорка е родена в семейството на родолюбиви българи, упорито преследни от турските власти, поради което то емигрира във Влашко. Родена е през 1850 г. в град Казанлък, където завършва в девическото училище през 1866 г., след което се омъжва за казанлъчанина Петко Бакърджиев. Вече преселили се да живеят В Гюргево баща и Вълчо и мъжа на Тодорка, Петко са имали тухларница. По времето, когато Христо Ботев организира четата си, са работили с група турийци, ръководени от Станчо Кавръков. Един ден войводата ги кани да се включат в бойната чета, подготвяна от него. Работещият в групата Цанко Минков се записва там и участва във всички нейни сражения. Ранен го хващат някъде около Орхание. Обаче тъй като е трвърде малолетен по застъпничество на европейската комисия за разследване на жестостите, извършвани по време на Априлското въстание, бил освободен от гоения и доживява до дълбоки старини в село Павел баня.

## Революционна дейност
В края на месец юни 1872 г. дякон Левски натоварва Никола Оретенов със задачата да пренесе в България устава на революционния комитет, квитанционни кочани и други книжа заедно със сабята и пушката му,  като ги препрати във Велико Търново. По-голямата част от пратката е доставена до назначението от сестрата на Обретенов Петрана, майката на Димитър Горов и дългокосата Тодорка Меразчиева. По този начин тя влиза в редовете на народните политически деятели като куриер на пощата на българското тайно правителство. Предрешена като кадъна или румънска селянка, тъй като е владеела турски и румънски език перфектно, тя е преминавала през Дунава в България, понякога с оправданието, че води на хекимин (доктор) болна жена. Едана от задачите и, възложени и от Централния революционен комитет е да разузнае как е станало залавянето на Васил Левски в Къкринското ханче. При това свое пътуване тя посещава и Копривщица, за да предаде важна кореспонденция на войводата Тодор Каблешков.

## Обществена дейност
Дочакала Освобождението, Тодора Меразчиева живее известно време във Варна, където има роднини. Там става актриса в трупата „Основа“, ръководена пак от казанлъчанин – артиста Антон Попов. След преместването си в София играе в „Столичната драматична трупа“ и в театър „Сълза и смях“, а след смъртта на мъжа й, през 1891 година, се омъжва за видния артист Васил Кирков, който брак обаче не трае дълго време.
Тодора Меразчиева се намира в София, където на 8 март 1934 г. почива.